# Ghislain Picard
Pour les articles homonymes, voir Picard (homonymie).
Ghislain Picard (né en 1955 à Pessamit au Québec) est un militant innu et chef de l'Assemblée des Premières Nations du Québec et du Labrador de 1992 à 2025. Il est, notamment, professeur associé à HEC Montréal.

## Biographie
Originaire de la communauté innue de Betsiamites sur la Côte-Nord, Ghislain Picard commence des cours en arts et communications en 1976.
Il fait un bref séjour au sein de la fonction publique fédérale en 1978 où il reçoit une offre du Conseil des Atikamekw et des Montagnais où il occupe jusqu'en 1983 divers postes en communication.
En 1983, il devient cofondateur de la Société de communication atikamekw-montagnais qui diffuse des émissions radiophoniques en langue autochtone à l'ensemble des communautés Atikamekw et Montagnaises.
En 1989, il est élu vice-président au sein du Conseil des Atikamekw et des Montagnais.
En janvier 1992, il est élu chef régional de l'Assemblée des Premières Nations pour la région du Québec et du Labrador. Il y assure le lien avec les quarante-trois chefs de sa région.
Il est coauteur du livre De Kebec à Québec : cinq siècles d'échanges entre nous en collaboration avec Denis Bouchard et Éric Cardinal (2008, éditions les Intouchables).
En 2009, il participe avec la poète innue Rita Mestokosho à la lecture de textes en langue innue, lors de l'événement artistique Le Moulin à paroles sur les Plaines d'Abraham à Québec.
Il écrit également, en 2018, la préface du roman biographique de Manon Massé, Parler vrai (2018, éditions Écosociété).
Toujours en 2018, le 26 septembre, il signe une contribution dans le Huff intitulé « Non, les Autochtones ne sont pas des Amérindiens »
Le 25 janvier 2022, il est réélu pour un 11e mandat à titre de chef de l’Assemblée des Premières Nations Québec-Labrador.
Dans une lettre interne datée du 19 décembre 2024, Ghislain Picard annonce aux 43 chefs de l'Assemblée des Premières Nations du Québec et du Labrador, qu'il ne sollicitera pas de nouveau mandat comme chef régional de l'organisation. Le 25 février 2025, il est remplacé à ce poste par l'Innu Francis Verreault-Paul de Mashteuiatsh.

## Citations
- « Quoi qu’on dise, quoi qu’on fasse, les cultures, les valeurs et les philosophies de nos peuples étaient et sont restées fondamentalement différentes de tout ce qui caractérise la société dominante québécoise. Soyons clairs, et disons les vraies affaires : je ne suis pas canadien, je ne suis pas québécois, je suis innu[8]... » (25 octobre 2006)

- « Les Nations autochtones n'ont pas moins le droit à l'autodétermination que le Québec. Il n'y a personne d'autre que nous-mêmes qui peut décider de notre destinée. » (Mars 2007)[9]

- « Je suis Innu. Je suis souverainiste » (21 novembre 2015)[10]

- « Personne aujourd'hui ne conteste que l'utilisation du terme « indien » est erronée et renvoie à une notion colonialiste. De même, le terme « amérindien » n'est pas plus acceptable, puisqu'il signifie littéralement « indien d'Amérique ». Les Premières Nations ne sont pas des « Indiens », donc pas plus des « Indiens d'Amérique / Ne vous en déplaise, une société qui se respecte ne peut prendre à la légère les différences terminologiques quand on parle de peuples et de Nations. Je suis convaincu que les Québécois n'accepteraient pas que des manuels scolaires utilisent le terme « Canadien-français » ou autre terminologie désuète »[11]

## Distinctions
- Citoyen d'honneur de la ville de Montréal en 2017[12]
- Chevalier de l'Ordre national du Québec en 2003[13]
- 2e Prix de la présidence de l'Assemblée nationale pour le livre De Kebec à Québec : cinq siècles d'échanges entre nous en 2009[14]
- Médaille de l'Assemblée nationale en 2009[15]

## Publications
- Denis Bouchard, Éric Cardinal et Ghislain Picard, De Kebec à Québec : cinq siècles d'échanges entre nous, Montréal, Les Intouchables, 2008, 205 p. (ISBN 978-2-89549-318-1)
- Pierre Trudel et Ghislain Picard, Ghislain Picard : entretiens, Montréal, Boréal, 2009, 200 p. (ISBN 978-2-7646-0647-6)